# Comté de Conejos
Pour les articles homonymes, voir Conejos.
Le comté de Conejos est un comté du Colorado. Son siège est la ville de Conejos.

## Histoire
Lors de sa création en 1861, le nom Guadaloupe est d'abord suggéré mais c'est Conejos (« lapins » en espagnol) qui est préféré, en référence à la rivière Conejos (en).

## Démographie
| 1870  | 1880  | 1890  | 1900  | 1910   | 1920  |
| ----- | ----- | ----- | ----- | ------ | ----- |
| 2 504 | 5 605 | 7 193 | 8 794 | 11 285 | 8 416 |

| 1930  | 1940   | 1950   | 1960  | 1970  | 1980  |
| ----- | ------ | ------ | ----- | ----- | ----- |
| 9 803 | 11 648 | 10 171 | 8 428 | 7 846 | 7 794 |

| 1990  | 2000  | 2010  | - | - | - |
| ----- | ----- | ----- | - | - | - |
| 7 453 | 8 400 | 8 256 | - | - | - |

## Villes

### Municipalités
- Antonito
- La Jara
- Manassa
- Romeo
- Sanford

### Census-designated places
- Capulin
- Conejos